# Storumans folkhögskola

Storumans folkhögskola ligger i Storuman i södra Lappland och har Region Västerbotten som huvudman. Många av skolans kurser har anknytning till naturen och fjällen som fjälledare och fiskeguide. Förutom allmän kurs på plats och distans kan man även läsa till beroendeterapeut och korta kurser inom hantverk.
Skolan startade 1959. I dagsläget arbetar cirka 30 personer vid skolan. Ungefär 120 deltagare studerar årligen. Vid filialen Tärnaby skidhem har flera alpina stjärnor fostrats.